# Eugène Martin
Eugène Martin (n. 24 martie 1915, Suresnes, Seine, Franța – d. 12 octombrie 2006, Aytré, Poitou-Charentes, Franța) a fost un pilot de Formula 1. De-a lungul carierei a luat startul în 2 curse, niciuna din pole-position. Nu a câștigat nicio cursă și nu a terminat niciodată pe podium, acumulând 0 puncte în întreaga activitate ca pilot de Formula 1.